# CLARiiON
CLARiiON es una (Storage Area Network) SAN disk array fabricada y vendida por EMC Corporation.
Ocupando el rango medio de productos SAN (Storage Area Network) de EMC, complementado por Symmetrix.
El primer Clariion fue desarrollado por Data General Corporation una de las primeras empresas de minicomputadores en los principios de los 90. Considerada como ejemplo comercial de RAID y vendida exclusivamente como un RAID dentro de la línea AViiON de sistemas de computadoras. Viendo Data General el enorme potencial de los RAID de almacenamiento crea CLARiiON una división separada y comienza a vender el producto como OEM, a sus competidores de sistemas. Mientras que esto disminuyó algo las ventajas en la línea AViiON en el mercado, y siendo una fuente de fricción dentro de la compañía; sin embargo determinó que la compañía vendiera volúmenes más altos y popularizara la marca de fábrica. La estrategia pagó dividendos cuando la compañía fue adquirida por EMC en 1999, sobre todo para la línea CLARiiON de productos.

## Línea de Productos

### Serie AX
Soporta hasta 12 discos Serial ATA II con capacidad 250, 500 o 750 GB (1 GB = 109 B) con un rango de transferencia de 150 MB/s (discos de 250 GB ) o 300 MB/s (discos de 500 o 750 GB) y, opcionalmente, NCQ. 
Soporta nivel 5 de RAID (con un mínimo de tres discos) y RAID 1/0 (con un mínimo de cuatro discos)
| Modelo   | Conexión | # controladores |
| AX150    | FC       | 2               |
| AX150SC  | FC       | 1               |
| AX150i   | iSCSI    | 2               |
| AX150iSC | iSCSI    | 1               |

Los modelos que se comercializan en el año 2008 son los AX4 y AX150/150i. El modelo AX4 soporta hasta 60 TB con discos SAS y SATA, con conectividad Fibre Channel y iSCSI; por el contrario el AX150/150i soporta hasta 9 TB.

### Serie CX
La serie CX soporta discos SATA and Fibre Channel. Soporta niveles 1/0, 0, 1, 3, 5, y 6 de RAID; los discos pueden ser configurados en grupos con diferentes de niveles de RAID.
Los modelos de la serie CX vienen en dos configuraciones: Fibre Channel (velocidad máx. de transferencia de 2 Gbit/s) y iSCSI (máximo 1 Gbit/s). La excepción es el modelo CX700, el cual soporta solo FC. El nombre de los modelos iSCSI son los que finalizan con una i, por ejemplo CX500i.
| Modelo | Máx. FC hosts | Máx. disk driver | Capacidad inicial | Capacidad máxima         |
| CX300  | 64            | 60               | 365 GB            | 27 TB (año 2008 - 38 TB) |
| CX500  | 128           | 120              | 4 TB              | 59 TB                    |
| CX700  | 256           | 240              | 4 TB(?)           | 119 TB                   |

El único modelo que actualmente se comercializan en el 2008 es el CX300.

### Serie UltraScalable CX3
Actualmente esta discontinuada y sustituida por la línea CX4.
La Serie UltraScalable CX3 contenía múltiples modelos, los cuales diferían en el máximo número de discos (SATA II o Fibre Channel) y del número de conexiones de iSCSI y de FC. La conexión PCI Express entre la interfase FC y el proceso de almacenamiento permitía velocidades de transferencias de 2/4 Gbit/s, mientras iSCSI soportaba velocidades máx. de 1 Gbit/s. Todos los modelos soportaban RAID 0, 1, 1/0, 3, 5, y 6; como toda la serie CX, podían ser creados grupos con diferentes RAID. 
Cada Arreglo o Matriz (array) del CX3 consistía en componentes duales redudantes Hot swap, incluido los procesadores de almacenamiento, caché de espejado (mirror) y las baterías para el respaldo, así como elementos duales de energía. 
Los CX3-10, CX3-20 y CX3-40 soportaban ambos FC y iSCSI conectividad con el Host, mientras el CX3-80 soportaba solamente FC.
| Modelo | Caché / GiB | Front-end puertos FC | Front-end puertos iSCSI ports | Back-end puertos | Máx. hosts | Máx. disk drives | Capacidad Máx.             |
| CX3-10 | 2           | 4                    | 4                             | 2                | 64         | 60               | 30 TB (año 2008 - 45 TB)   |
| CX3-20 | 4           | 4                    | 8                             | 2                | 128        | 120              | 59 TB (año 2008 - 83 TB)   |
| CX3-40 | 8           | 4/81                 | 8/01                          | 4                | 128        | 240              | 119 TB (año 2008 - 173 TB) |
| CX3-80 | 16          | 8                    | n/a                           | 8                | 256        | 480              | 239 TB (año 2008 - 353 TB) |

1 El CX3-40 estaba disponible en dos configuraciones, una simple con FC y otra combinada FC y iSCSI.
Los modelos eran los CX3-10, 20, 40 y 80; soportaban los siguientes SO Windows, Linux, Solaris, HP-UX, AIX, y VMware.

### Serie CX4
Se lanzó en el 2008 la nueva línea CX4, para sustituir la CX3, el mismo está enfocado a tecnologías de virtualización. Es importante tener en cuenta que EMC es propietaria de VMware.
| Modelo  | Caché / GiB | Front-end puertos FC | Front-end puertos iSCSI ports | Back-end puertos | Máx. hosts | Máx. disk drives | Capacidad Máx. |
| CX4-120 | 6           |                      |                               |                  |            | 120              | 235 TB         |
| CX4-240 | 8           |                      |                               |                  |            | 240              | 459 TB         |
| CX4-480 | 16          |                      |                               |                  |            | 480              | 939 TB         |
| CX4-960 | 32          |                      |                               |                  |            | 480 o 960        | 1899 TB        |

Los modelos CX4-120 y 240 soportan Fibre Channel, SATA II, and LP SATA II, los modelos 480 y 960 también soportan discos Flash. Interactuando con los siguientes sistemas operativos Windows, Linux, Solaris, HP-UX, AIX, y VMware.